# Dwór Poniemuń

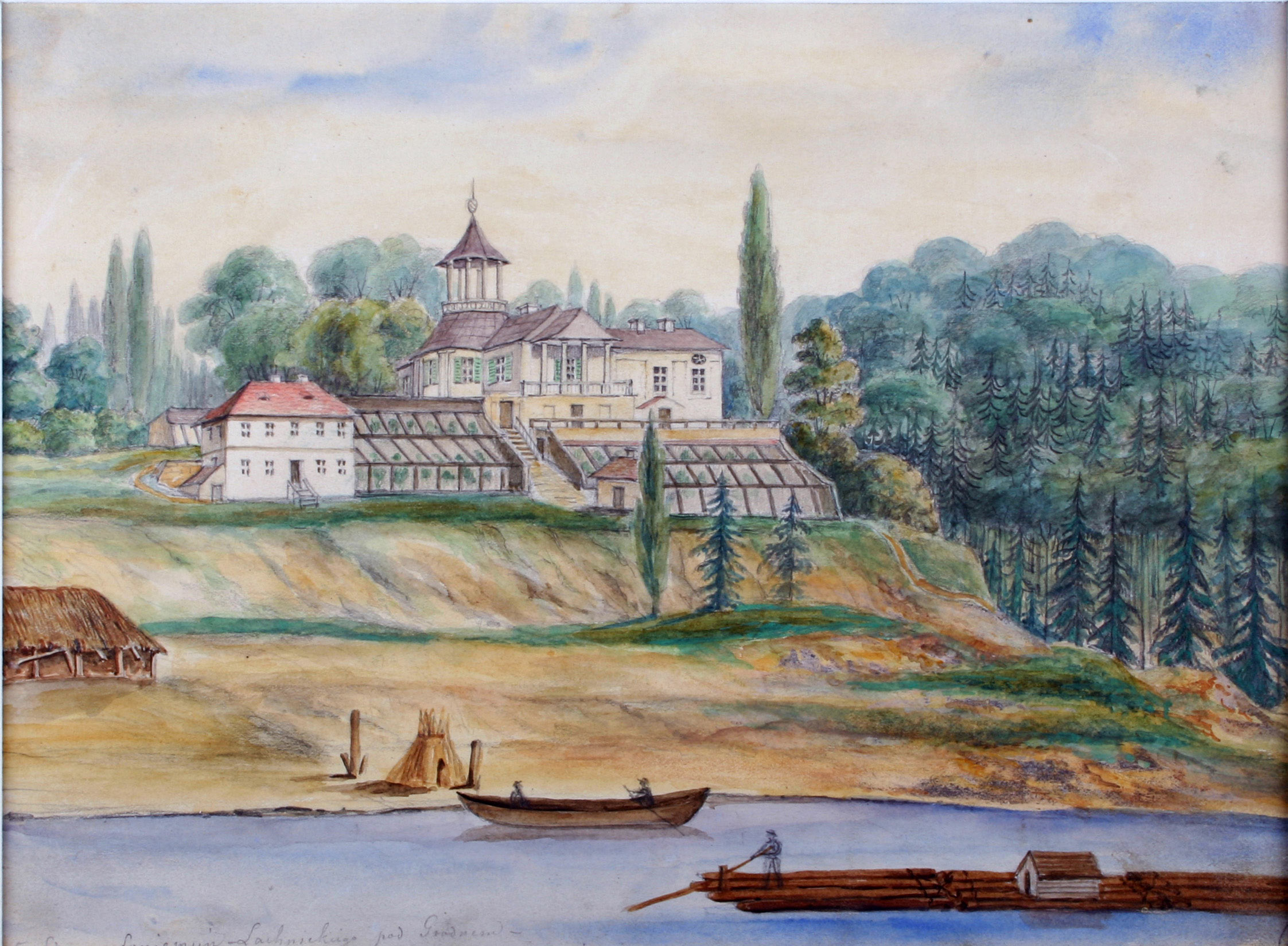
Dwór Poniemuń w 2 poł. XIX wieku na widoku autorstwa Napoleona Ordy

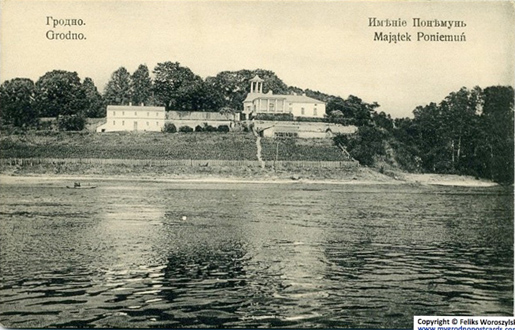
Majątek Poniemuń – fotografia archiwalna

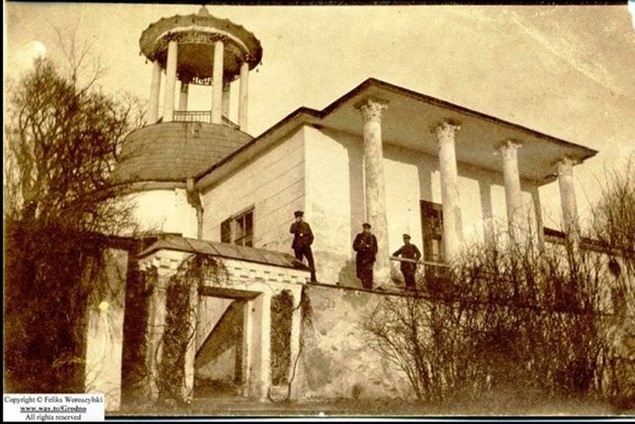
Dwór Poniemuń w okresie I wojny światowej

Dwór Poniemuń (Dwór Lachnickich) – pałacyk myśliwski zbudowany w II połowie XVIII wieku dla króla Stanisława Augusta Poniatowskiego. Zlokalizowano go na skarpie nad Niemnem, 4 km na południowy wschód od rynku w Grodnie, przy drodze do Skidla.
W XIX i XX wieku (do 1939 roku) należał do rodzin Lachnickich, Niemcewiczów, Bychowców, Druckich-Lubeckich oraz Skórzewskich-Ogińskich. Po 1945 roku pałacyk, który przetrwał działania wojenne, służył celom mieszkalnym, jak i mieścił dom dziecka.

## Historia
Według lokalnej tradycji w miejscu dworu stał niegdyś „starożytny” zameczek, jednak nie zachowały się po nim żadne ślady. Pałacyk myśliwski, czy raczej willę, dla Stanisława Augusta Poniatowskiego wzniesiono przypuszczalnie według projektu Giuseppe Sacco, był jednym z trzech powstałych w tym samym czasie w pobliżu Grodna. 
Monarcha najprawdopodobniej jeszcze przed abdykacją w 1795 roku rozdał cały majątek Poniemuń, wraz z pałacykiem, między osoby, które zaskarbiły sobie jego wdzięczność lub były jego wierzycielami. W pierwszej połowie XIX wieku i w początkach drugiej, Poniemuń należał do Romana Lachnickiego (marszałka grodzieńskiego w latach 1854–1860). Był on synem Antoniego (1756–1819), członka Rady Najwyższej Rządowej Litewskiej Wielkiego Księstwa Litewskiego w 1794 roku i prezydenta miasta Wilna. Córka Romana Lachnickiego, Weronika, wychodząc za mąż za Jana Niemcewicza, otrzymała Poniemuń jako swój posag. Przypuszczalnie od ich spadkobierców, pod koniec XIX stulecia, kupiła Poniemuń Jadwiga z ks. Druckich-Lubeckich Bychowcowa (zm. ok. 1905). 28 czerwca 1891 roku urządziła w tym pałacyku obchody 25-lecia twórczości Elizy Orzeszkowej, z którą się przyjaźniła. Na uroczystość tę goście przypłynęli z Grodna statkiem. Przeważali wśród nich literaci i artyści. Po śmierci Jadwigi Bychowcowej w 1905 roku, dobra te przejął jej brat Władysław Drucki Lubecki, będący już właścicielem Stanisławowa i Czerlony, a mieszkający stale w Szczuczynie. Jego córka Janina, zamężna z Karolem Skórzewskim-Ogińskim, była ostatnią, do września 1939 roku, właścicielką Poniemunia.
Po 1945 roku część pomieszczeń dawnego pałacyku myśliwskiego, który przetrwał działania wojenne, zaadaptowano na dom dziecka, a resztę przeznaczono na zwykłe mieszkania. W tym czasie zburzono glorietę, odpadły tynki, a część okien i drzwi zabito deskami. Tylko zachowane kolumny portyków świadczyć mogły, że był to niegdyś królewski pałacyk.

## Architektura
Wybudowany dla Stanisława Augusta pałacyk wyglądem swym różnił się od powstałych w tym samym czasie pałaców w Augustówku i Stanisławowie. Nie wiadomo czy było to zamierzenie projektanta, czy też został on w ciągu XIX wieku gruntownie przebudowany. Wzniesiony na wysokim, dość stromo opadającym brzegu Niemna, otrzymał rzut przypominający kształtem literę „T”. Jego korpus główny ustawiony został prostopadle do biegu rzeki, korpus zaś drugi – równolegle do niego. Oba posiadały tylko jedną, znacznej wysokości kondygnację. Na skutek spadku terenu jedna strona budynku od podjazdu nie miała podmurówki, podczas gdy druga, zwrócona w stronę Niemna, stała na wysokich, częściowo nawet mieszkalnych suterenach.
Pięcioosiowa, dłuższa elewacja reprezentacyjnego korpusu głównego, którą można określić jako frontową, zbudowana na trzech osiach środkowych, zaakcentowana została półkolistym ryzalitem, dzielonym pionowo sześcioma gładkimi pilastrami o głowicach korynckich. Cztery z nich występowały parami, dwa pozostałe pojedynczo. Boki krótsze tego skrzydła, na całej niemal jego szerokości, otrzymały identyczne portyki z czterema, w jednakowej odległości ustawionymi, także gładkimi kolumnami i kapitelami, również korynckimi. Podczas gdy kolumny portyku wejściowego opierały się na niskich bazach, ustawionych niemal na poziomie otaczającego gruntu, kolumny portyku ogrodowego stały na wysokiej podmurówce, tworzącej taras.
Partie boczne korpusu głównego kryte były niskim dachem czeterospadowym o połaciach lekko wklęsłych. Dachy jeszcze bardziej spłaszczone, „orientalizujące”, otrzymały też oba portyki. Część ryzalitową nakryto natomiast dachem w postaci zmniejszającego się ku górze bębna. Wyrastała z niego wysoka galeria złożona z czterech kolumn, nakryta kopułką, zwieńczoną żeliwną iglicą. Glorietę, przeznaczoną do podziwiania wspaniałego krajobrazu, otaczała w części dolnej drewniana balustrada, w górnej ażurowa opaska. Prostopadłe do reprezentacyjnego skrzydło tylne o trzech zaledwie szeroko rozstawionych osiach, przeznaczone na mieszkania, miało dach gładki, trójspadowy. Wszystkie elewacje pokrywały tynki gładkie, szeroko żłobkowane, bez wydatniejszych dekoracji.
Do pałacyku prowadziły dwa wejścia. Jedno znajdowało się pod lewym portykiem, drugie pośrodku skrzydła prostopadłego.

## Wnętrza
Wnętrze o układzie nieregularnym, liczące kilkanaście pokoi, nie jest dokładnie znane. W części reprezentacyjnej najciekawszy kształt miała sala wysunięta ryzalitem. Ponieważ w ciągu ostatnich dziesięcioleci pałacyk zamieszkany był prawie wyłącznie przez administratorów, nie posiadał już żadnych przedmiotów zabytkowych. Z okien pałacyku i tarasu rozpościerał się wspaniały, niczym nie przesłonięty widok na Niemen i brzeg zaniemeński.

## Oficyna i oranżerie

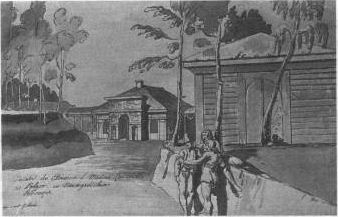
Dwór na początku XIX wieku, mal. Józef Peszka

Poniżej pałacyku, na sztucznie splantowanym tarasie ziemnym, stała oficyna o rzucie prostokąta, z jednej strony parterowa, z drugiej piętrowa, nakryta wysokim, gładkim dachem czterospadowym. Za czasów Lachnickich i Niemcewiczów przylegały do niej ogromne oranżerie.

## Park
Z racji swego naturalnego położenia park w Poniemuniu należał do najpiękniejszych na Grodzieńszczyźnie. Założony na wysokim, stromym brzegu Niemna, miał charakter wybitnie krajobrazowy. Rozciągnięty zgodnie z korytem rzeki, dzielił się na dwie części: górną, równinną, i dolną, urwistym zboczem opadającą ku rzece. Przez środek parku, niemal na krawędzi jaru, biegła szeroka droga wjazdowa, podchodząca pod oba wejścia budowli. Po obu bokach głównej drogi wjazdowej rosły grupami lub pojedynczo ogromne stare drzewa z rozłożystymi konarami, głównie liściaste, w tym lipy, klony, buki, białodrzewy, topole nadwiślańskie.
Poniżej tylnego skrzydła pałacu rozciągała się w kotlinie część parku utrzymana w stanie najbardziej naturalnym, z drzewostanem mieszanym, liściasto-iglastym. Zarówno część płaską, jak założoną na skłonie wzgórza przecinały liczne ścieżki i alejki spacerowe, niejednokrotnie niemal stromo wiodące ku rzece. Z tarasu pod ogrodowym portykiem schody wiodły ku oranżeriom i dalej ku rzece.